# Michał Markowski (żołnierz)
Michał Markowski (ur. 25 listopada 1897 w Jazłowcu, zm. 25 czerwca 1926 w Tarnopolu) – kapitan piechoty Wojska Polskiego, działacz niepodległościowy, kawaler Orderu Virtuti Militari.

## Życiorys
Urodził się 25 listopada 1897 w Jazłowcu, w ówczesnym powiecie buczackim Królestwa Galicji i Lodomerii, w rodzinie Andrzeja i Anny z Ciecierskich.
Ukończył seminarium nauczycielskie w Buczaczu, a w styczniu 1912 roku został członkiem Związku Strzeleckiego. W sierpniu 1914 r. wstąpił do Legionów Polskich i służył w 2 pułku piechoty (kampania karpacka), a następnie od wiosny 1915 r. w 4 kompanii 4 pułku piechoty (walki na Lubelszczyźnie i froncie wołyńskim). W szeregach tych jednostek przebył cały szlak bojowy Legionów Polskich. Po kryzysie przysięgowym działał w Polskiej Organizacji Wojskowej. 
Od listopada 1918 w odrodzonym Wojsku Polskim, wziął udział w odsieczy Lwowa (w grudniu 1918 roku). Uczestnik wojny polsko-bolszewickiej w szeregach I batalionu 4 pułku piechoty Legionów (wchodzącego w skład 2 Dywizji Piechoty Leg.). 
15 lipca 1919 jako podoficer byłych Legionów Polskich został mianowany z dniem 1 czerwca 1919 podporucznikiem piechoty. 30 lipca 1920 został mianowany porucznikiem z dniem 1 maja 1920. W trakcie walk dowodził 1. kompanią swego pułku. Szczególne zasługi położył w dniach 23-24 września 1920 roku w trakcie bitwy nad Niemnem, kiedy to podejmował kilkukrotne skuteczne ataki na wroga. Za wykazane w tej bitwie męstwo został odznaczony Krzyżem Srebrnym Orderu Virtuti Militari . Nadanie to zostało następnie potwierdzone dekretem Wodza Naczelnego marszałka Józefa Piłsudskiego L.2662 z 28 lutego 1921 roku (opublikowanym w Dzienniku Personalnym Ministerstwa Spraw Wojskowych Nr 12 z dnia 26 marca 1921 roku). 14 października 1920 został zatwierdzony z dniem 1 kwietnia 1920 w stopniu kapitana, w piechocie, w grupie oficerów byłych Legionów Polskich.
Po zakończeniu działań wojennych pozostał w Wojsku Polskim. Na dzień 1 czerwca 1921 pełnił nadal służbę w 4 pułku piechoty Legionów. Dekretem Naczelnika Państwa i Wodza Naczelnego z dnia 3 maja 1922 r. (sygnatura: L. 19400/O.V.) został zweryfikowany w stopniu kapitana ze starszeństwem z dnia 1 czerwca 1919 r. i 1677. lokatą w korpusie oficerów piechoty. 30 września 1922, w związku z „wyrównaniem stanów piechoty”, otrzymał przeniesienie do 54 pułku piechoty w Tarnopolu. 24 lutego 1923 dowódca 54 pp przydzielił go na stanowisko dowódcy 6. kompanii. Zmarł nagle 25 czerwca 1926 w Tarnopolu, w wyniku udaru cieplnego.
11 lutego 1923 w Białej Podlaskiej ożenił się z Zofią z Andronowskich, dzieci nie miał.

## Ordery i odznaczenia
- Krzyż Srebrny Orderu Virtuti Militari nr 1121[18][19][20]
- Krzyż Niepodległości – pośmiertnie 5 sierpnia 1937 „za pracę w dziele odzyskania niepodległości”[21]
- Krzyż Walecznych[22][23]
- Swastyka 4 Pułku Piechoty Legionów Polskich II klasy[22]
- Odznaka pamiątkowa II Brygady Legionów Polskich[22]
- Odznaka Pamiątkowa Frontu Litewsko-Białoruskiego[22]
- Odznaka pamiątkowa „Orlęta”[22]